# El vicario de Olot
El vicario de Olot es una película cómica española de 1981, dirigida por Ventura Pons y escrita por Emili Teixidor i Viladecàs. La película fue rodada en idioma catalán y estrenada en Barcelona el 9 de marzo de 1981.

## Argumento
En una localidad de la provincia de Gerona, Olot, se aprovecha la visita de una autoridad eclesiástica en período vacacional para organizar unas jornadas sobre el tema de la religión y el sexo en la actualidad. Esto provoca que el pueblo se divida en dos bandos, los que están a favor y los que están en contra del "Congreso", hasta que finalmente después de una serie de negociaciones entre ambos bandos, se llega al consenso. Una serie de personajes típicos del pueblo llevarán al feliz final de la historia, a través de diversas situaciones de carácter cómico y satírico.

## Producción

### Lugares de rodaje
La película fue rodada en Tarrasa, San Baudilio de Llobregat, Cornellá de Llobregat y Barcelona, como en la sede de Germinal Films S. Coop. Ltda. en la calle Comtal, 20 de Barcelona (Palacio del Barón de Vilagaià).

## Reparto
- Enric Majó i Miró: Mosén Juli
- Enric Cusí Boldú: Bernat
- Fernando Guillén: Señor Ramón
- Joan Monleón Novejarque: Monseñor
- Rosa Maria Sardà i Tàmaro: Ramoneta
- Maria Aurèlia Capmany i Farnés: Filomena
- Cristine Berna: Cristine
- Marina Rossell: Clotilde
- Núria Feliu i Mestres: Matilde
- Carla Cristi: Nena
- Marta May: Señora María
- Carme Pérez: Eulalia
- Jordi Brau: Aleix
- Rosa Morata: María
- Montserrat Carulla: Madre de María
- Carles Lloret i Soler: Padre de María
- Antonio Rovira: Rector
- Mary Santpere: Mare Bigotis
- Anna Lizaran i Merlos: Sor Meliflua
- Cristina Álvarez: Berta
- Joan Borràs i Basora: Alcalde
- Maribel Altés: Prostituta
- Rosa Novell i Clausells: Prostituta
- Amparo Moreno: Prostituta

## Críticas
«El guion de El vicari d'Olot -que en su versión castellana se iba a llamar Donde hay pelo hay alegría- es obra de Emili Teixidor […]». La cinta está llena de gags, en un aire costumbrista de crítica y nostalgia hacia los típicos enredos que se daban -y se continúan dando- en los medios rurales. «Es un poco» […] hacer guiños sobre temas de sexualidad. Básicamente se trata de una película de sexo y religión, sin llegar a ser de clasificación S, y dirigida al gran público»